# Interlands Zimbabwaans voetbalelftal 2010-2019
Deze pagina toont een chronologisch en gedetailleerd overzicht van de interlands die het Zimbabwaans voetbalelftal speelt en heeft gespeeld in de periode 2010 – 2019. In dit decennium nam Zimbabwe vooralsnog deel aan één editie van het Afrikaans kampioenschap voetbal (in 2017), maar wist het zich nog niet te plaatsen voor het wereldkampioenschap voetbal.

## Interlands

### 2010
|                                                                |          | |       |                                  |
| 2 januari Vriendschappelijk № 368 «onderlinge duels» 16:30 uur | Zimbabwe | 0 – 6 | Syrië | Bukit Jalilstadion, Kuala Lumpur |
| 2 januari Vriendschappelijk № 368 «onderlinge duels» 16:30 uur |          | 36' Abdelrazaq Al-Hussain 43' Abdelrazaq Al-Hussain 52' Feras Esmaeel 67' Abdelrazaq Al-Hussain 76' Adel Abdullah 85' Abdelrazaq Al-Hussain |       | Bukit Jalilstadion, Kuala Lumpur |

|                                                                 |                                                                |       |          |                                                                                        |
| 27 januari Vriendschappelijk № 369 «onderlinge duels» 20:30 uur | Zuid-Afrika                                                    | 3 – 0 | Zimbabwe | Moses Mabhidastadion, Durban Toeschouwers: 35.000 Scheidsrechter: Simanga Nhleko (SWZ) |
| 27 januari Vriendschappelijk № 369 «onderlinge duels» 20:30 uur | Siphiwe Tshabalala 50' Thulasizwe Mbuyane 77' Lucas Thwala 90' |       |          | Moses Mabhidastadion, Durban Toeschouwers: 35.000 Scheidsrechter: Simanga Nhleko (SWZ) |

|                                                              |                                              |       |                     |                           |
| 3 maart Vriendschappelijk № 370 «onderlinge duels» 15:00 uur | Zimbabwe                                     | 2 – 1 | Malawi              | Nationaal stadion, Harare |
| 3 maart Vriendschappelijk № 370 «onderlinge duels» 15:00 uur | Grey Nyirenda 17' (e.d.) Tafadzwa Rusike 25' |       | 13' Noel Mkandawire | Nationaal stadion, Harare |

|                                                             |          |                                         |          |                                                                                     |
| 2 juni Vriendschappelijk № 371 «onderlinge duels» 15:30 uur | Zimbabwe | 0 – 3                                   | Brazilië | Nationaal stadion, Harare Toeschouwers: 30.000 Scheidsrechter: Helder Martins (ANG) |
| 2 juni Vriendschappelijk № 371 «onderlinge duels» 15:30 uur |          | 42' Michel Bastos 43' Robinho 57' Elano |          | Nationaal stadion, Harare Toeschouwers: 30.000 Scheidsrechter: Helder Martins (ANG) |

|                                                                 |                                               |       |          |                                     |
| 4 augustus Vriendschappelijk № 372 «onderlinge duels» 18:00 uur | Botswana                                      | 2 – 0 | Zimbabwe | Selebi-Phikwestadion, Selebi-Phikwe |
| 4 augustus Vriendschappelijk № 372 «onderlinge duels» 18:00 uur | Mokgathi Mokgathi 9' Jerome Ramatlhakwane 14' |       |          | Selebi-Phikwestadion, Selebi-Phikwe |

|                                                                             |                  |       |                      |                                                                        |
| 5 september Kwalificatie AK 2012 Groep A № 373 «onderlinge duels» 17:00 uur | Liberia          | 1 – 1 | Zimbabwe             | Samuel Doe Sports Complex, Monrovia Scheidsrechter: Coffi Codjia (BEN) |
| 5 september Kwalificatie AK 2012 Groep A № 373 «onderlinge duels» 17:00 uur | Sekou Oliseh 68' |       | 30' Knowledge Musona | Samuel Doe Sports Complex, Monrovia Scheidsrechter: Coffi Codjia (BEN) |

|                                                                              |          |       |            |                                                                             |
| 10 september Kwalificatie AK 2012 Groep A № 374 «onderlinge duels» 21:00 uur | Zimbabwe | 0 – 0 | Kaapverdië | Rufarostadion, Harare Toeschouwers: 30.000 Scheidsrechter: Gil N'Dume (GAB) |
| 10 september Kwalificatie AK 2012 Groep A № 374 «onderlinge duels» 21:00 uur |          |       |            | Rufarostadion, Harare Toeschouwers: 30.000 Scheidsrechter: Gil N'Dume (GAB) |

|                                                                  |                            |       |                                                               |                                                                                         |
| 17 november Vriendschappelijk № 375 «onderlinge duels» 12:00 uur | Mozambique                 | 1 – 3 | Zimbabwe                                                      | Estádio do Maxaquene, Maputo Toeschouwers: 5.000 Scheidsrechter: Estevao Matsinhe (MOZ) |
| 17 november Vriendschappelijk № 375 «onderlinge duels» 12:00 uur | Isac Carvalho 90+2' (pen.) |       | 45' Knowledge Musona 59' Nyasha Mushekwi 87' Terrence Mandaza | Estádio do Maxaquene, Maputo Toeschouwers: 5.000 Scheidsrechter: Estevao Matsinhe (MOZ) |

### 2011
|                                                                          |                    |       |          |                                                                                    |
| 26 maart Kwalificatie AK 2012 Groep A № 376 «onderlinge duels» 19:00 uur | Mali               | 1 – 0 | Zimbabwe | Stade du 26 mars, Bamako Toeschouwers: 30.000 Scheidsrechter: Bakary Gassama (GAM) |
| 26 maart Kwalificatie AK 2012 Groep A № 376 «onderlinge duels» 19:00 uur | Cheick Diabaté 22' |       |          | Stade du 26 mars, Bamako Toeschouwers: 30.000 Scheidsrechter: Bakary Gassama (GAM) |

|                                                                        |                                                    |       |                     |                                                                                 |
| 5 juni Kwalificatie AK 2012 Groep A № 377 «onderlinge duels» 15:00 uur | Zimbabwe                                           | 2 – 1 | Mali                | Rufarostadion, Harare Toeschouwers: 35.000 Scheidsrechter: Daniel Bennett (RSA) |
| 5 juni Kwalificatie AK 2012 Groep A № 377 «onderlinge duels» 15:00 uur | Knowledge Musona 45' Knowledge Musona 90+2' (pen.) |       | 50' Mahamane Traoré | Rufarostadion, Harare Toeschouwers: 35.000 Scheidsrechter: Daniel Bennett (RSA) |

|                                                                  |                                        |       |        |                                                |
| 10 augustus Vriendschappelijk № 378 «onderlinge duels» 18:00 uur | Zimbabwe                               | 2 – 0 | Zambia | Nationaal stadion, Harare Toeschouwers: 15.000 |
| 10 augustus Vriendschappelijk № 378 «onderlinge duels» 18:00 uur | Willard Katsande 45' Khama Billiat 47' |       |        | Nationaal stadion, Harare Toeschouwers: 15.000 |

|                                                                             |                                                         |       |         |                                                             |
| 4 september Kwalificatie AK 2012 Groep A № 379 «onderlinge duels» 15:00 uur | Zimbabwe                                                | 3 – 0 | Liberia | Rufarostadion, Harare Scheidsrechter: Mohamed Benouza (ALG) |
| 4 september Kwalificatie AK 2012 Groep A № 379 «onderlinge duels» 15:00 uur | Willard Katsande 16' Ovidy Karuru 43' Khama Billiat 85' |       |         | Rufarostadion, Harare Scheidsrechter: Mohamed Benouza (ALG) |

|                                                                           |                          |       |                             |                                                                                         |
| 8 oktober Kwalificatie AK 2012 Groep A № 380 «onderlinge duels» 17:00 uur | Kaapverdië               | 2 – 1 | Zimbabwe                    | Estádio da Várzea, Praia Toeschouwers: 10.000 Scheidsrechter: Lemghaifry Ould Ali (MTN) |
| 8 oktober Kwalificatie AK 2012 Groep A № 380 «onderlinge duels» 17:00 uur | Valdo 3' Ryan Mendes 13' |       | 68' (pen.) Knowledge Musona | Estádio da Várzea, Praia Toeschouwers: 10.000 Scheidsrechter: Lemghaifry Ould Ali (MTN) |

|                                                                  |                                           |       |                     |                                                                                   |
| 15 november Vriendschappelijk № 381 «onderlinge duels» 19:00 uur | Zimbabwe                                  | 2 – 1 | Zuid-Afrika         | Rufarostadion, Harare Toeschouwers: 35.000 Scheidsrechter: Wellington Kaoma (ZAM) |
| 15 november Vriendschappelijk № 381 «onderlinge duels» 19:00 uur | Knowledge Musona 52' Knowledge Musona 62' |       | 28' Bradley Grobler | Rufarostadion, Harare Toeschouwers: 35.000 Scheidsrechter: Wellington Kaoma (ZAM) |

|                                                                   |                                |       |          |                                      |
| 27 november CECAFA Cup Groep A № 382 «onderlinge duels» 14:00 uur | Zimbabwe                       | 2 – 0 | Djibouti | Benjamin Mkapastadion, Dar es Salaam |
| 27 november CECAFA Cup Groep A № 382 «onderlinge duels» 14:00 uur | Donald Ngoma 9' Qadr Amini 73' |       |          | Benjamin Mkapastadion, Dar es Salaam |

|                                                                   |                                     |       |          |                                                                          |
| 29 november CECAFA Cup Groep A № 383 «onderlinge duels» 14:00 uur | Rwanda                              | 2 – 0 | Zimbabwe | Benjamin Mkapastadion, Dar es Salaam Scheidsrechter: Davies Omweno (KEN) |
| 29 november CECAFA Cup Groep A № 383 «onderlinge duels» 14:00 uur | Meddie Kagere 24' Meddie Kagere 82' |       |          | Benjamin Mkapastadion, Dar es Salaam Scheidsrechter: Davies Omweno (KEN) |

|                                                                  |                     |       |                                        |                                                                          |
| 3 december CECAFA Cup Groep A № 384 «onderlinge duels» 16:00 uur | Tanzania            | 1 – 2 | Zimbabwe                               | Benjamin Mkapastadion, Dar es Salaam Scheidsrechter: Davies Omweno (KEN) |
| 3 december CECAFA Cup Groep A № 384 «onderlinge duels» 16:00 uur | Mwinyi Kazimoto 88' |       | 1' Donald Ngoma 11' (e.d.) Said Maulid | Benjamin Mkapastadion, Dar es Salaam Scheidsrechter: Davies Omweno (KEN) |

|                                                                      |                 |       |         |                                                                          |
| 6 december CECAFA Cup Kwartfinale № 385 «onderlinge duels» 14:00 uur | Burundi         | 1 – 0 | Oeganda | Benjamin Mkapastadion, Dar es Salaam Scheidsrechter: Wiish Yabarow (SOM) |
| 6 december CECAFA Cup Kwartfinale № 385 «onderlinge duels» 14:00 uur | Hamis Kizza 15' |       |         | Benjamin Mkapastadion, Dar es Salaam Scheidsrechter: Wiish Yabarow (SOM) |

### 2012
|                                                                |          |       |          |                             |
| 7 januari Vriendschappelijk № 386 «onderlinge duels» 19:00 uur | Botswana | 0 – 0 | Zimbabwe | Nationaal stadion, Gaborone |
| 7 januari Vriendschappelijk № 386 «onderlinge duels» 19:00 uur |          |       |          | Nationaal stadion, Gaborone |

|                                                                                  |                                     |       |                      |                                                                                      |
| 29 februari Kwalificatie AK 2013 Eerste ronde № 387 «onderlinge duels» 15:30 uur | Burundi                             | 2 – 1 | Zimbabwe             | Stade du Prince Louis Rwagasore, Bujumbura Scheidsrechter: Khalid Abdel Rahman (SUD) |
| 29 februari Kwalificatie AK 2013 Eerste ronde № 387 «onderlinge duels» 15:30 uur | Laudit Mavugo 46' Valery Nahayo 89' |       | 60' Knowledge Musona | Stade du Prince Louis Rwagasore, Bujumbura Scheidsrechter: Khalid Abdel Rahman (SUD) |

|                                                                        |          |                     |        |                                                                                              |
| 3 juni Kwalificatie WK 2014 Groep G № 388 «onderlinge duels» 15:00 uur | Zimbabwe | 0 – 1               | Guinee | Nationaal stadion, Harare Toeschouwers: 30.000 Scheidsrechter: Rajindraparsad Seechurn (MRI) |
| 3 juni Kwalificatie WK 2014 Groep G № 388 «onderlinge duels» 15:00 uur |          | 27' Ibrahima Traoré |        | Nationaal stadion, Harare Toeschouwers: 30.000 Scheidsrechter: Rajindraparsad Seechurn (MRI) |

|                                                                         |            |       |          |                                                                                             |
| 10 juni Kwalificatie WK 2014 Groep G № 389 «onderlinge duels» 16:00 uur | Mozambique | 0 – 0 | Zimbabwe | Estadio Nacional do Zimpeto, Maputo Toeschouwers: 26.000 Scheidsrechter: Ali Kalyango (UGA) |
| 10 juni Kwalificatie WK 2014 Groep G № 389 «onderlinge duels» 16:00 uur |            |       |          | Estadio Nacional do Zimpeto, Maputo Toeschouwers: 26.000 Scheidsrechter: Ali Kalyango (UGA) |

|                                                                              |                      |       |         |                                                                    |
| 17 juni Kwalificatie AK 2013 Eerste ronde № 390 «onderlinge duels» 16:00 uur | Zimbabwe             | 1 – 0 | Burundi | Nationaal stadion, Harare Scheidsrechter: Eric Otogo-Castane (GAB) |
| 17 juni Kwalificatie AK 2013 Eerste ronde № 390 «onderlinge duels» 16:00 uur | Knowledge Musona 36' |       |         | Nationaal stadion, Harare Scheidsrechter: Eric Otogo-Castane (GAB) |

|                                                              |                    |       |          |                                                                   |
| 16 juli Vriendschappelijk № 391 «onderlinge duels» 16:00 uur | Botswana           | 1 – 0 | Zimbabwe | Molepololestadion, Molepolole Scheidsrechter: Kutlwano Leso (BOT) |
| 16 juli Vriendschappelijk № 391 «onderlinge duels» 16:00 uur | Tebogo Sembowa 50' |       |          | Molepololestadion, Molepolole Scheidsrechter: Kutlwano Leso (BOT) |

|                                                              | |       |                                                              |                                                                       |
| 17 juli Vriendschappelijk № 392 «onderlinge duels» 16:00 uur | Zimbabwe                                                                                                 | 5 – 3 | Lesotho                                                      | Molepololestadion, Molepolole Scheidsrechter: Lekgotia Johannes (BOT) |
| 17 juli Vriendschappelijk № 392 «onderlinge duels» 16:00 uur | Ronald Chitiyo 23' Nelson Maziwisa 40' Nelson Maziwisa 44' Rodwell Chinyengetere 50' Charles Sibanda 73' |       | 10' Jerry Kamele 25' (pen.) Thabiso Maile 62' Katleho Moleko | Molepololestadion, Molepolole Scheidsrechter: Lekgotia Johannes (BOT) |

|                                                                 |                                             |       |                           |                                                                  |
| 8 augustus Vriendschappelijk № 393 «onderlinge duels» 18:00 uur | Zambia                                      | 2 – 1 | Zimbabwe                  | Levy Mwanawasastadion, Ndola Scheidsrechter: Janny Sikazwe (ZAM) |
| 8 augustus Vriendschappelijk № 393 «onderlinge duels» 18:00 uur | Jimmy Chisenga 35' Joseph Sitali 84' (pen.) |       | 71' Rodwell Chinyengetere | Levy Mwanawasastadion, Ndola Scheidsrechter: Janny Sikazwe (ZAM) |

|                                                                                  |                                                      |       |                   |                                                                     |
| 9 september Kwalificatie AK 2013 Tweede ronde № 394 «onderlinge duels» 16:00 uur | Zimbabwe                                             | 3 – 1 | Angola            | Nationaal stadion, Harare Scheidsrechter: Hamada Nampiandraza (MAD) |
| 9 september Kwalificatie AK 2013 Tweede ronde № 394 «onderlinge duels» 16:00 uur | Bastos 5' (e.d.) Khama Billiat 21' Archford Gutu 34' |       | 58' Djalma Campos | Nationaal stadion, Harare Scheidsrechter: Hamada Nampiandraza (MAD) |

|                                                                                 |                                           |       |        |                                                                      |
| 14 oktober Kwalificatie AK 2013 Tweede ronde № 395 «onderlinge duels» 17:00 uur | Angola                                    | 2 – 0 | Angola | Estádio 11 de Novembro, Luanda Scheidsrechter: Sylvester Kirwa (KEN) |
| 14 oktober Kwalificatie AK 2013 Tweede ronde № 395 «onderlinge duels» 17:00 uur | Manucho Gonçalves 5' Manucho Gonçalves 7' |       |        | Estádio 11 de Novembro, Luanda Scheidsrechter: Sylvester Kirwa (KEN) |

### 2013
|                                                                 |                                      |       |                         |                                                           |
| 6 februari Vriendschappelijk № 396 «onderlinge duels» 16:00 uur | Zimbabwe                             | 2 – 1 | Botswana                | Rufarostadion, Harare Scheidsrechter: Ruzive Ruzive (ZIM) |
| 6 februari Vriendschappelijk № 396 «onderlinge duels» 16:00 uur | Khama Billiat 18' Denver Mukamba 26' |       | 5' Lemponye Tshireletso | Rufarostadion, Harare Scheidsrechter: Ruzive Ruzive (ZIM) |

|                                                                          |                                      |       |                      |                                                                                          |
| 26 maart Kwalificatie WK 2014 Groep G № 397 «onderlinge duels» 18:00 uur | Egypte                               | 2 – 1 | Zimbabwe             | Borg El Arabstadion, Alexandrië Toeschouwers: 10.000 Scheidsrechter: Badara Diatta (SEN) |
| 26 maart Kwalificatie WK 2014 Groep G № 397 «onderlinge duels» 18:00 uur | Mohamed Ibrahim 5' Mohamed Salah 14' |       | 74' Knowledge Musona | Borg El Arabstadion, Alexandrië Toeschouwers: 10.000 Scheidsrechter: Badara Diatta (SEN) |

|                                                                        |                                          |       |                                                                            |                                                                                     |
| 9 juni Kwalificatie WK 2014 Groep G № 398 «onderlinge duels» 15:00 uur | Zimbabwe                                 | 2 – 4 | Egypte                                                                     | Nationaal stadion, Harare Toeschouwers: 40.000 Scheidsrechter: Bakary Gassama (GAM) |
| 9 juni Kwalificatie WK 2014 Groep G № 398 «onderlinge duels» 15:00 uur | Knowledge Musona 21' Lincoln Zvasiya 81' |       | 5' Mohamed Abo Treka 40' Mohamed Salah 76' Mohamed Salah 83' Mohamed Salah | Nationaal stadion, Harare Toeschouwers: 40.000 Scheidsrechter: Bakary Gassama (GAM) |

|                                                                         |                     |       |          |                                                                                               |
| 16 juni Kwalificatie WK 2014 Groep G № 399 «onderlinge duels» 18:00 uur | Guinee              | 1 – 0 | Zimbabwe | Stade du 28 Septembre, Conakry Toeschouwers: 14.000 Scheidsrechter: Hamada Nampiandraza (MAD) |
| 16 juni Kwalificatie WK 2014 Groep G № 399 «onderlinge duels» 18:00 uur | Mohamed Yattara 39' |       |          | Stade du 28 Septembre, Conakry Toeschouwers: 14.000 Scheidsrechter: Hamada Nampiandraza (MAD) |

|                                                                   |                                                      |       |                                                             |                                                            |
| 13 juli COSAFA Cup Kwartfinale № 400 «onderlinge duels» 13:00 uur | Zimbabwe                                             | 1 – 1 | Malawi                                                      | Nkolomastadion, Lusaka Scheidsrechter: Janny Sikazwe (ZAM) |
| 13 juli COSAFA Cup Kwartfinale № 400 «onderlinge duels» 13:00 uur | Masimba Mambare 14'                                  |       | 86' (e.d.) Maxwell Nyamupanedengu                           | Nkolomastadion, Lusaka Scheidsrechter: Janny Sikazwe (ZAM) |
| 13 juli COSAFA Cup Kwartfinale № 400 «onderlinge duels» 13:00 uur | Strafschoppen                                        |       |                                                             | Nkolomastadion, Lusaka Scheidsrechter: Janny Sikazwe (ZAM) |
| 13 juli COSAFA Cup Kwartfinale № 400 «onderlinge duels» 13:00 uur | Devon Chafa Erick Chipeta Lot Chiwunga Ocean Mushura | 3 – 1 | Bongani Kaipa Chiukepo Msowoya Gaston Simkonda John Lanjesi | Nkolomastadion, Lusaka Scheidsrechter: Janny Sikazwe (ZAM) |

|                                                                    |                                   |       |                       |                                                                    |
| 17 juli COSAFA Cup Halve finale № 401 «onderlinge duels» 17:00 uur | Zimbabwe                          | 2 – 1 | Lesotho               | Levy Mwanawasastadion, Ndola Scheidsrechter: Samuel Chirinda (MOZ) |
| 17 juli COSAFA Cup Halve finale № 401 «onderlinge duels» 17:00 uur | Tendai Ndoro 15' Tendai Ndoro 25' |       | 4' Motlalepula Mofolo | Levy Mwanawasastadion, Ndola Scheidsrechter: Samuel Chirinda (MOZ) |

|                                                              |          |                                    |        |                                                                    |
| 20 juli COSAFA Cup Finale № 402 «onderlinge duels» 15:30 uur | Zimbabwe | 0 – 2                              | Zambia | Levy Mwanawasastadion, Ndola Scheidsrechter: Bernard Camille (SEY) |
| 20 juli COSAFA Cup Finale № 402 «onderlinge duels» 15:30 uur |          | 5' Alex Ngonga 90+2' Kabaso Chongo |        | Levy Mwanawasastadion, Ndola Scheidsrechter: Bernard Camille (SEY) |

|                                                                   |           |                                                           |          |                                                                  |
| 28 juli Kwalificatie CHAN 2014 № 403 «onderlinge duels» 17:30 uur | Mauritius | 0 – 3                                                     | Zimbabwe | Stade George V, Curepipe Scheidsrechter: Nelson Emile Fred (SEY) |
| 28 juli Kwalificatie CHAN 2014 № 403 «onderlinge duels» 17:30 uur |           | 15' Nelson Maziwisa 58' Simba Sithole 90' Nelson Maziwisa |          | Stade George V, Curepipe Scheidsrechter: Nelson Emile Fred (SEY) |

|                                                                      |                     |       |                   |                                                             |
| 4 augustus Kwalificatie CHAN 2014 № 404 «onderlinge duels» 16:00 uur | Zimbabwe            | 1 – 1 | Mauritius         | Rufarostadion, Harare Scheidsrechter: Samuel Chirinda (MOZ) |
| 4 augustus Kwalificatie CHAN 2014 № 404 «onderlinge duels» 16:00 uur | Masimba Mambare 84' |       | 90' Gurty Calambé | Rufarostadion, Harare Scheidsrechter: Samuel Chirinda (MOZ) |

|                                                                       |          |       |        |                                                                     |
| 18 augustus Kwalificatie CHAN 2014 № 405 «onderlinge duels» 16:00 uur | Zimbabwe | 0 – 0 | Zambia | Rufarostadion, Harare Scheidsrechter: Aurélien Juenkou Wandji (CMR) |
| 18 augustus Kwalificatie CHAN 2014 № 405 «onderlinge duels» 16:00 uur |          |       |        | Rufarostadion, Harare Scheidsrechter: Aurélien Juenkou Wandji (CMR) |

|                                                                       |        |                     |          |                                                                    |
| 24 augustus Kwalificatie CHAN 2014 № 406 «onderlinge duels» 17:00 uur | Zambia | 0 – 1               | Zimbabwe | Levy Mwanawasastadion, Ndola Scheidsrechter: Anthony Raphael (MAW) |
| 24 augustus Kwalificatie CHAN 2014 № 406 «onderlinge duels» 17:00 uur |        | 62' Charles Sibanda |          | Levy Mwanawasastadion, Ndola Scheidsrechter: Anthony Raphael (MAW) |

|                                                                             |                     |       |             |                                                                                |
| 8 september Kwalificatie WK 2014 Groep G № 407 «onderlinge duels» 16:00 uur | Zimbabwe            | 1 – 1 | Mozambique  | Rufaro Stadion, Harare Toeschouwers: 7.000 Scheidsrechter: Mamadou Keita (MLI) |
| 8 september Kwalificatie WK 2014 Groep G № 407 «onderlinge duels» 16:00 uur | Masimba Mambare 41' |       | 69' Maninho | Rufaro Stadion, Harare Toeschouwers: 7.000 Scheidsrechter: Mamadou Keita (MLI) |

|                                                                   |                      |       |                                              |                                                                     |
| 10 september Vriendschappelijk № 408 «onderlinge duels» 20:30 uur | Zuid-Afrika          | 1 – 2 | Zimbabwe                                     | Orlandostadion, Johannesburg Scheidsrechter: Tirelo Mositwane (BOT) |
| 10 september Vriendschappelijk № 408 «onderlinge duels» 20:30 uur | Bernard Parker 90+6' |       | 52' Knowledge Musona 90+5' Cuthbert Malajila | Orlandostadion, Johannesburg Scheidsrechter: Tirelo Mositwane (BOT) |

|                                                                  |          |       |          |                                      |
| 19 november Vriendschappelijk № 409 «onderlinge duels» 17:00 uur | Tanzania | 0 – 0 | Zimbabwe | Benjamin Mkapastadion, Dar es Salaam |
| 19 november Vriendschappelijk № 409 «onderlinge duels» 17:00 uur |          |       |          | Benjamin Mkapastadion, Dar es Salaam |

|                                                                 |                               |       |                           |                                                    |
| 8 december Vriendschappelijk № 410 «onderlinge duels» 20:00 uur | Zimbabwe                      | 2 – 1 | Mozambique                | Barbourfieldsstadion, Bulawayo Toeschouwers: 5.000 |
| 8 december Vriendschappelijk № 410 «onderlinge duels» 20:00 uur | Simba Nhivi 9' Ali Sadiki 79' |       | 42' (pen.) Eugenio Mafumo | Barbourfieldsstadion, Bulawayo Toeschouwers: 5.000 |

### 2014
|                                                                |                                   |       |       |                                                                |
| 7 januari Vriendschappelijk № 411 «onderlinge duels» 14:30 uur | Zimbabwe                          | 2 – 0 | Gabon | Randstadion, Johannesburg Scheidsrechter: Lwandile Mfiki (RSA) |
| 7 januari Vriendschappelijk № 411 «onderlinge duels» 14:30 uur | Donald Ngoma 45' Milton Ncube 85' |       |       | Randstadion, Johannesburg Scheidsrechter: Lwandile Mfiki (RSA) |

| African Championship of Nations 2014 |
| ------------------------------------ |

|                                                                                       |          |       |         |                                                                                   |
| 12 januari African Championship of Nations Groep B № 412 «onderlinge duels» 17:00 uur | Zimbabwe | 0 – 0 | Marokko | Athlonestadion, Kaapstad Toeschouwers: 4.000 Scheidsrechter: Bamlak Tessema (ETH) |
| 12 januari African Championship of Nations Groep B № 412 «onderlinge duels» 17:00 uur |          |       |         | Athlonestadion, Kaapstad Toeschouwers: 4.000 Scheidsrechter: Bamlak Tessema (ETH) |

|                                                                                       |          |       |         |                                                                                    |
| 16 januari African Championship of Nations Groep B № 413 «onderlinge duels» 16:00 uur | Zimbabwe | 0 – 0 | Oeganda | Athlonestadion, Kaapstad Toeschouwers: 5.000 Scheidsrechter: Malang Diedhiou (SEN) |
| 16 januari African Championship of Nations Groep B № 413 «onderlinge duels» 16:00 uur |          |       |         | Athlonestadion, Kaapstad Toeschouwers: 5.000 Scheidsrechter: Malang Diedhiou (SEN) |

|                                                                                       |              |                     |          |                                                                                       |
| 20 januari African Championship of Nations Groep B № 414 «onderlinge duels» 17:00 uur | Burkina Faso | 0 – 1               | Zimbabwe | Athlonestadion, Kaapstad Toeschouwers: 7.200 Scheidsrechter: Mohamed Said Kordi (TUN) |
| 20 januari African Championship of Nations Groep B № 414 «onderlinge duels» 17:00 uur |              | 56' Masimba Mambare |          | Athlonestadion, Kaapstad Toeschouwers: 7.200 Scheidsrechter: Mohamed Said Kordi (TUN) |

|                                                                                           |                      |       |                                          |                                                                                          |
| 25 januari African Championship of Nations Kwartfinale № 415 «onderlinge duels» 18:30 uur | Mali                 | 1 – 2 | Zimbabwe                                 | Groenpuntstadion, Kaapstad Toeschouwers: 12.000 Scheidsrechter: Aboubacar Bangoura (GUI) |
| 25 januari African Championship of Nations Kwartfinale № 415 «onderlinge duels» 18:30 uur | Hamidou Sinayoko 89' |       | 11' Simba Sithole 56' Kudakwashe Mahachi | Groenpuntstadion, Kaapstad Toeschouwers: 12.000 Scheidsrechter: Aboubacar Bangoura (GUI) |

|                                                                                            | |       | |                                                                                        |
| 29 januari African Championship of Nations Halve finale № 416 «onderlinge duels» 17:00 uur | Zimbabwe                                                                                                  | 0 – 0 | Libië | Vrystaatstadion, Bloemfontein Toeschouwers: 5.000 Scheidsrechter: Bamlak Tessema (ETH) |
| 29 januari African Championship of Nations Halve finale № 416 «onderlinge duels» 17:00 uur | |       | | Vrystaatstadion, Bloemfontein Toeschouwers: 5.000 Scheidsrechter: Bamlak Tessema (ETH) |
| 29 januari African Championship of Nations Halve finale № 416 «onderlinge duels» 17:00 uur | Strafschoppen                                                                                             |       | | Vrystaatstadion, Bloemfontein Toeschouwers: 5.000 Scheidsrechter: Bamlak Tessema (ETH) |
| 29 januari African Championship of Nations Halve finale № 416 «onderlinge duels» 17:00 uur | Eric Chipeta Danisa Phiri Simba Sithole Peter Moyo Hardlife Zvirekwi Milton Ncube Patson Jaure Ali Sadiki | 4 – 5 | Elmutasem Abushnaf Mohamed Al-Ghanodi Mohamed Abrahim Mahfud Abdelrahman Ramadan Fetori Ali Salama Motasem Masaud Sabbou Mohamed Elhnaish Elgadi Muhammad Nashnoush | Vrystaatstadion, Bloemfontein Toeschouwers: 5.000 Scheidsrechter: Bamlak Tessema (ETH) |

|                                                                                            |          |                       |         |                                                                                    |
| 1 februari African Championship of Nations Troostfinale № 417 «onderlinge duels» 17:00 uur | Zimbabwe | 0 – 1                 | Nigeria | Groenpuntstadion, Kaapstad Toeschouwers: 10.000 Scheidsrechter: Victor Gomes (RSA) |
| 1 februari African Championship of Nations Troostfinale № 417 «onderlinge duels» 17:00 uur |          | 85' Christian Obiozor |         | Groenpuntstadion, Kaapstad Toeschouwers: 10.000 Scheidsrechter: Victor Gomes (RSA) |

|  |  |  |  |  |  |  |  |  |

|                                                              |                    |       |                                                                                |                         |
| 5 maart Vriendschappelijk № 418 «onderlinge duels» 15:30 uur | Malawi             | 1 – 4 | Zimbabwe                                                                       | Kamuzustadion, Blantyre |
| 5 maart Vriendschappelijk № 418 «onderlinge duels» 15:30 uur | Atusaye Nyondo 50' |       | 20' Peter Moyo 54' Kudakwashe Mahachi 71' Pascal Manhanga 74' Kingston Nkhatha | Kamuzustadion, Blantyre |

|                                                                             |                   |       |          |                                                                           |
| 18 mei Kwalificatie AK 2015 Eerste ronde № 419 «onderlinge duels» 17:00 uur | Tanzania          | 1 – 0 | Zimbabwe | Benjamin Mkapastadion, Dar es Salaam Scheidsrechter: Joseph Lamptey (GHA) |
| 18 mei Kwalificatie AK 2015 Eerste ronde № 419 «onderlinge duels» 17:00 uur | Raphael Bocco 13' |       |          | Benjamin Mkapastadion, Dar es Salaam Scheidsrechter: Joseph Lamptey (GHA) |

|                                                                             |                                     |       |                                       |                                                                 |
| 1 juni Kwalificatie AK 2015 Eerste ronde № 420 «onderlinge duels» 16:00 uur | Zimbabwe                            | 2 – 2 | Tanzania                              | Nationaal stadion, Harare Scheidsrechter: Bernard Camille (SEY) |
| 1 juni Kwalificatie AK 2015 Eerste ronde № 420 «onderlinge duels» 16:00 uur | Danny Phiri 3' Willard Katsande 54' |       | 22' Nadir Haroub 46' Thomas Ulimwengu | Nationaal stadion, Harare Scheidsrechter: Bernard Camille (SEY) |

|                                                                   |                     |       |          |                           |
| 30 september Vriendschappelijk № 421 «onderlinge duels» 16:00 uur | Botswana            | 1 – 0 | Zimbabwe | Nationaal stadion, Harare |
| 30 september Vriendschappelijk № 421 «onderlinge duels» 16:00 uur | Galabgwe Moyana 75' |       |          | Nationaal stadion, Harare |

|                                                                  |                                                |       |                    |                     |
| 16 november Vriendschappelijk № 422 «onderlinge duels» 19:00 uur | Marokko                                        | 2 – 1 | Zimbabwe           | Stade Adrar, Agadir |
| 16 november Vriendschappelijk № 422 «onderlinge duels» 19:00 uur | Oussama Assaidi 64' Mouhcine Iajour 79' (pen.) |       | 19' Macauley Bonne | Stade Adrar, Agadir |

### 2015
|                                                              |                                      |       |           |                                                                |
| 17 mei COSAFA Cup Groep A № 423 «onderlinge duels» 17:30 uur | Zimbabwe                             | 2 – 0 | Mauritius | Morulengstadion, Rustenburg Scheidsrechter: Joshua Bondo (BOT) |
| 17 mei COSAFA Cup Groep A № 423 «onderlinge duels» 17:30 uur | Carlos Rusere 28' Ronald Chitiyo 66' |       |           | Morulengstadion, Rustenburg Scheidsrechter: Joshua Bondo (BOT) |

|                                                              |            |                      |          |                                                                  |
| 19 mei COSAFA Cup Groep A № 424 «onderlinge duels» 17:00 uur | Seychellen | 0 – 1                | Zimbabwe | Morulengstadion, Rustenburg Scheidsrechter: Simanga Nhleko (SWZ) |
| 19 mei COSAFA Cup Groep A № 424 «onderlinge duels» 17:00 uur |            | 52' Talent Chawapiwa |          | Morulengstadion, Rustenburg Scheidsrechter: Simanga Nhleko (SWZ) |

|                                                              |                                                                     |       |                      |                                                                       |
| 21 mei COSAFA Cup Groep A № 425 «onderlinge duels» 17:00 uur | Namibië                                                             | 4 – 1 | Zimbabwe             | Morulengstadion, Rustenburg Scheidsrechter: Hamada Nampiandraza (MAD) |
| 21 mei COSAFA Cup Groep A № 425 «onderlinge duels» 17:00 uur | Chris Katjiukua 9' Deon Hotto 60' Deon Hotto 69' Sadney Urikhob 84' |       | 83' Raphael Manuvire | Morulengstadion, Rustenburg Scheidsrechter: Hamada Nampiandraza (MAD) |

|                                                                         |                |       |                                         |                                                                                    |
| 13 juni Kwalificatie AK 2017 Groep L № 426 «onderlinge duels» 15:30 uur | Malawi         | 1 – 2 | Zimbabwe                                | Kamuzustadion, Blantyre Toeschouwers: 19.000 Scheidsrechter: Christopher Nde (CMR) |
| 13 juni Kwalificatie AK 2017 Groep L № 426 «onderlinge duels» 15:30 uur | John Banda 24' |       | 23' Cuthbert Malajila 83' Khama Billiat | Kamuzustadion, Blantyre Toeschouwers: 19.000 Scheidsrechter: Christopher Nde (CMR) |

|                                                                   |                                      |       |         |                                                                |
| 21 juni Kwalificatie CHAN 2016 № 427 «onderlinge duels» 16:00 uur | Zimbabwe                             | 2 – 0 | Comoren | Rufarostadion, Harare Scheidsrechter: Mbongiseni Fakudze (SWZ) |
| 21 juni Kwalificatie CHAN 2016 № 427 «onderlinge duels» 16:00 uur | Evans Rusike 10' Marshal Mudehwe 90' |       |         | Rufarostadion, Harare Scheidsrechter: Mbongiseni Fakudze (SWZ) |

|                                                                  |         |       |          |                                                                 |
| 4 juli Kwalificatie CHAN 2016 № 428 «onderlinge duels» 17:00 uur | Comoren | 0 – 0 | Zimbabwe | Stade de Beaumer, Moroni Scheidsrechter: Samuel Chirindza (MOZ) |
| 4 juli Kwalificatie CHAN 2016 № 428 «onderlinge duels» 17:00 uur |         |       |          | Stade de Beaumer, Moroni Scheidsrechter: Samuel Chirindza (MOZ) |

|                                                                             |                      |       |                  |                                                               |
| 6 september Kwalificatie AK 2017 Groep L № 429 «onderlinge duels» 15:00 uur | Zimbabwe             | 1 – 1 | Guinee           | Rufarostadion, Harare Scheidsrechter: Lekgotla Johannes (BOT) |
| 6 september Kwalificatie AK 2017 Groep L № 429 «onderlinge duels» 15:00 uur | Knowledge Musona 40' |       | 1' Idrissa Sylla | Rufarostadion, Harare Scheidsrechter: Lekgotla Johannes (BOT) |

|                                                                      |                                                              |       |                      |                                                                   |
| 18 oktober Kwalificatie CHAN 2016 № 430 «onderlinge duels» 16:00 uur | Zimbabwe                                                     | 3 – 1 | Lesotho              | Barbourfieldsstadion, Bulawayo Scheidsrechter: Sheha Waziri (TAN) |
| 18 oktober Kwalificatie CHAN 2016 № 430 «onderlinge duels» 16:00 uur | Rodreck Mutuma 48' (pen.) Rodreck Mutuma 56' Danny Phiri 81' |       | 63' Tsepo Seturumane | Barbourfieldsstadion, Bulawayo Scheidsrechter: Sheha Waziri (TAN) |

|                                                                      |                                |       |                     |                                                                                  |
| 25 oktober Kwalificatie CHAN 2016 № 431 «onderlinge duels» 17:00 uur | Lesotho                        | 1 – 1 | Zimbabwe            | Setsotostadion, Maseru Toeschouwers: 9.000 Scheidsrechter: Kulasande Qonqo (RSA) |
| 25 oktober Kwalificatie CHAN 2016 № 431 «onderlinge duels» 17:00 uur | Ralekoti Mokhahlane 79' (pen.) |       | 34' Roderick Mutuma | Setsotostadion, Maseru Toeschouwers: 9.000 Scheidsrechter: Kulasande Qonqo (RSA) |

### 2016
| African Championship of Nations 2016 |
| ------------------------------------ |

|                                                                                       |          |                  |        |                                                               |
| 19 januari African Championship of Nations Groep D № 432 «onderlinge duels» 15:00 uur | Zimbabwe | 0 – 1            | Zambia | Umugandastadion, Gisenyi Scheidsrechter: Hudu Munyemana (RWA) |
| 19 januari African Championship of Nations Groep D № 432 «onderlinge duels» 15:00 uur |          | 57' Isaac Chansa |        | Umugandastadion, Gisenyi Scheidsrechter: Hudu Munyemana (RWA) |

|                                                                                       |          |                    |      |                                                              |
| 23 januari African Championship of Nations Groep D № 433 «onderlinge duels» 15:00 uur | Zimbabwe | 0 – 1              | Mali | Umugandastadion, Gisenyi Scheidsrechter: Davies Omweno (KEN) |
| 23 januari African Championship of Nations Groep D № 433 «onderlinge duels» 15:00 uur |          | 82' Moussa Sissoko |      | Umugandastadion, Gisenyi Scheidsrechter: Davies Omweno (KEN) |

|                                                                                       |                           |       |                     |                                                                |
| 27 januari African Championship of Nations Groep D № 434 «onderlinge duels» 15:00 uur | Oeganda                   | 1 – 1 | Zimbabwe            | Umugandastadion, Gisenyi Scheidsrechter: Malang Diedhiou (SEN) |
| 27 januari African Championship of Nations Groep D № 434 «onderlinge duels» 15:00 uur | Geoffrey Sserunkuma 90+4' |       | 49' William Manondo | Umugandastadion, Gisenyi Scheidsrechter: Malang Diedhiou (SEN) |

|  |  |  |  |  |  |  |  |  |

|                                                                          |                     |       |                           |                                                               |
| 25 maart Kwalificatie AK 2017 Groep L № 435 «onderlinge duels» 15:30 uur | Swaziland           | 1 – 1 | Zimbabwe                  | Somhlolostadion, Lobamba Scheidsrechter: Helder Martins (ANG) |
| 25 maart Kwalificatie AK 2017 Groep L № 435 «onderlinge duels» 15:30 uur | Felix Badenhorst 3' |       | 42' (e.d.) Njabulo Ndlovu | Somhlolostadion, Lobamba Scheidsrechter: Helder Martins (ANG) |

|                                                                          |                                                                                     |       |           |                                                             |
| 28 maart Kwalificatie AK 2017 Groep L № 436 «onderlinge duels» 16:00 uur | Zimbabwe                                                                            | 4 – 0 | Swaziland | Nationaal stadion, Harare Scheidsrechter: Ade Adelaid (COM) |
| 28 maart Kwalificatie AK 2017 Groep L № 436 «onderlinge duels» 16:00 uur | Knowledge Musona 52' (pen.) Costa Nhamoinesu 59' Evans Rusike 77' Khama Billiat 86' |       |           | Nationaal stadion, Harare Scheidsrechter: Ade Adelaid (COM) |

|                                                             |                                      |       |         |                                                             |
| 31 mei Vriendschappelijk № 437 «onderlinge duels» 15:00 uur | Zimbabwe                             | 2 – 0 | Oeganda | Rufarostadion, Harare Scheidsrechter: Norman Matemara (ZIM) |
| 31 mei Vriendschappelijk № 437 «onderlinge duels» 15:00 uur | Teenage Hadebe 6' Teenage Hadebe 32' |       |         | Rufarostadion, Harare Scheidsrechter: Norman Matemara (ZIM) |

|                                                                        |                                                                     |       |        |                                                                                |
| 5 juni Kwalificatie AK 2017 Groep L № 438 «onderlinge duels» 16:00 uur | Zimbabwe                                                            | 3 – 0 | Malawi | Nationaal stadion, Harare Toeschouwers: 45.000 Scheidsrechter: Juste Zio (BUR) |
| 5 juni Kwalificatie AK 2017 Groep L № 438 «onderlinge duels» 16:00 uur | Knowledge Musona 15' (pen.) Khama Billiat 36' Cuthbert Malajila 87' |       |        | Nationaal stadion, Harare Toeschouwers: 45.000 Scheidsrechter: Juste Zio (BUR) |

|                                                               |                                            |       |                                                  |                                                                 |
| 11 juni COSAFA Cup Groep A № 439 «onderlinge duels» 15:00 uur | Zimbabwe                                   | 2 – 2 | Swaziland                                        | Sam Nujomastadion, Windhoek Scheidsrechter: Janny Sikazwe (ZAM) |
| 11 juni COSAFA Cup Groep A № 439 «onderlinge duels» 15:00 uur | Obadiah Tarumbwa 56' Ronald Pfumbidzai 79' |       | 16' Felix Badenhorst 65' (pen.) Felix Badenhorst | Sam Nujomastadion, Windhoek Scheidsrechter: Janny Sikazwe (ZAM) |

|                                                               |            |       |          |                                                                  |
| 13 juni COSAFA Cup Groep A № 440 «onderlinge duels» 19:30 uur | Madagaskar | 0 – 0 | Zimbabwe | Sam Nujomastadion, Windhoek Scheidsrechter: Jackson Pavaza (NAM) |
| 13 juni COSAFA Cup Groep A № 440 «onderlinge duels» 19:30 uur |            |       |          | Sam Nujomastadion, Windhoek Scheidsrechter: Jackson Pavaza (NAM) |

|                                                               | |       |            |                                                                  |
| 15 juni COSAFA Cup Groep A № 441 «onderlinge duels» 17:00 uur | Zimbabwe | 5 – 0 | Seychellen | Sam Nujomastadion, Windhoek Scheidsrechter: Helder Martins (ANG) |
| 15 juni COSAFA Cup Groep A № 441 «onderlinge duels» 17:00 uur | Ronald Pfumbidzai 23' (pen.) Marshal Mudehwe 37' Lawrence Mhlanga 64' Teenage Hadebe 73' Lawrence Mhlanga 90+3' |       |            | Sam Nujomastadion, Windhoek Scheidsrechter: Helder Martins (ANG) |

|                                                                             |                |       |          |                                                                   |
| 4 september Kwalificatie AK 2017 Groep L № 442 «onderlinge duels» 18:00 uur | Guinee         | 1 – 0 | Zimbabwe | Stade du 28 Septembre, Conakry Scheidsrechter: Mohamed Omar (LBY) |
| 4 september Kwalificatie AK 2017 Groep L № 442 «onderlinge duels» 18:00 uur | Guy Landel 15' |       |          | Stade du 28 Septembre, Conakry Scheidsrechter: Mohamed Omar (LBY) |

|                                                                 |                    |       |        |                                                                  |
| 5 november Vriendschappelijk № 443 «onderlinge duels» 15:00 uur | Zimbabwe           | 1 – 0 | Zambia | Nationaal stadion, Harare Scheidsrechter: Nomore Masundire (ZIM) |
| 5 november Vriendschappelijk № 443 «onderlinge duels» 15:00 uur | Teenage Habede 56' |       |        | Nationaal stadion, Harare Scheidsrechter: Nomore Masundire (ZIM) |

|                                                                  |                                                            |       |          |                                                                                     |
| 13 november Vriendschappelijk № 444 «onderlinge duels» 15:00 uur | Zimbabwe                                                   | 3 – 0 | Tanzania | Nationaal stadion, Harare Toeschouwers: 8.000 Scheidsrechter: Norman Matemara (ZIM) |
| 13 november Vriendschappelijk № 444 «onderlinge duels» 15:00 uur | Knowledge Musona 9' Matthew Rusike 54' Nyasha Mushekwi 57' |       |          | Nationaal stadion, Harare Toeschouwers: 8.000 Scheidsrechter: Norman Matemara (ZIM) |

|                                                                  |           |       |          |                                                                                         |
| 26 december Vriendschappelijk № 445 «onderlinge duels» 19:00 uur | Ivoorkust | 0 – 0 | Zimbabwe | Stade Robert Champroux, Abidjan Toeschouwers: 2.114 Scheidsrechter: Denis Dembélé (CIV) |
| 26 december Vriendschappelijk № 445 «onderlinge duels» 19:00 uur |           |       |          | Stade Robert Champroux, Abidjan Toeschouwers: 2.114 Scheidsrechter: Denis Dembélé (CIV) |

### 2017
|                                                                 |                               |       |                  |                                                                                          |
| 10 januari Vriendschappelijk № 446 «onderlinge duels» 17:00 uur | Kameroen                      | 1 – 1 | Zimbabwe         | Stade Ahmadou-Ahidjo, Yaoundé Toeschouwers: 11.000 Scheidsrechter: Aurélien Wandji (CMR) |
| 10 januari Vriendschappelijk № 446 «onderlinge duels» 17:00 uur | Benjamin Moukandjo 28' (pen.) |       | 14' Tendai Ndoro | Stade Ahmadou-Ahidjo, Yaoundé Toeschouwers: 11.000 Scheidsrechter: Aurélien Wandji (CMR) |

| Afrikaans kampioenschap voetbal 2017 |
| ------------------------------------ |

|                                                                               |                                   |       |                                                   |                                                                               |
| 15 januari Afrikaans kampioenschap Groep B № 447 «onderlinge duels» 17:00 uur | Algerije                          | 2 – 2 | Zimbabwe                                          | Stade de Franceville, Franceville Scheidsrechter: Bamlak Tessema Weyesa (ETH) |
| 15 januari Afrikaans kampioenschap Groep B № 447 «onderlinge duels» 17:00 uur | Riyad Mahrez 12' Riyad Mahrez 82' |       | 17' Kudakwashe Mahachi 29' (pen.) Nyasha Mushekwi | Stade de Franceville, Franceville Scheidsrechter: Bamlak Tessema Weyesa (ETH) |

|                                                                               |                                |       |          |                                                                        |
| 19 januari Afrikaans kampioenschap Groep B № 448 «onderlinge duels» 20:00 uur | Senegal                        | 2 – 0 | Zimbabwe | Stade de Franceville, Franceville Scheidsrechter: Redouane Jiyed (MAR) |
| 19 januari Afrikaans kampioenschap Groep B № 448 «onderlinge duels» 20:00 uur | Sadio Mané 9' Henri Saivet 13' |       |          | Stade de Franceville, Franceville Scheidsrechter: Redouane Jiyed (MAR) |

|                                                                               |                                       |       |                                                                                   |                                                                       |
| 23 januari Afrikaans kampioenschap Groep B № 449 «onderlinge duels» 20:00 uur | Zimbabwe                              | 2 – 4 | Tunesië                                                                           | Stade de Franceville, Franceville Scheidsrechter: Denis Dembélé (CIV) |
| 23 januari Afrikaans kampioenschap Groep B № 449 «onderlinge duels» 20:00 uur | Knowledge Musona 42' Tendai Ndoro 58' |       | 9' Naïm Sliti 22' Youssef Msakni 36' Taha Yassine Khenissi 45' (pen.) Wahbi Kazri | Stade de Franceville, Franceville Scheidsrechter: Denis Dembélé (CIV) |

|  |  |  |  |  |  |  |  |  |

|                                                               |          |       |        |                                                                                      |
| 26 maart Vriendschappelijk № 450 «onderlinge duels» 14:00 uur | Zimbabwe | 0 – 0 | Zambia | Nationaal stadion, Harare Toeschouwers: 2.000 Scheidsrechter: Nomore Masundire (ZIM) |
| 26 maart Vriendschappelijk № 450 «onderlinge duels» 14:00 uur |          |       |        | Nationaal stadion, Harare Toeschouwers: 2.000 Scheidsrechter: Nomore Masundire (ZIM) |

|                                                                         |                                                                |       |         |                                                             |
| 11 juni Kwalificatie AK 2019 Groep G № 451 «onderlinge duels» 16:00 uur | Zimbabwe                                                       | 3 – 0 | Liberia | Nationaal stadion, Harare Scheidsrechter: Alex Muhabi (UGA) |
| 11 juni Kwalificatie AK 2019 Groep G № 451 «onderlinge duels» 16:00 uur | Knowledge Musona 24' Knowledge Musona 50' Knowledge Musona 63' |       |         | Nationaal stadion, Harare Scheidsrechter: Alex Muhabi (UGA) |

|                                                               |            |                                                                               |          |                                                                   |
| 26 juni COSAFA Cup Groep B № 452 «onderlinge duels» 17:00 uur | Mozambique | 0 – 4                                                                         | Zimbabwe | Morulengstadion, Rustenburg Scheidsrechter: Ahmad Heeralall (MRI) |
| 26 juni COSAFA Cup Groep B № 452 «onderlinge duels» 17:00 uur |            | 45+2' Ovidy Karuru 66' Ovidy Karuru 78' Ocean Mushure 90+3' Blessing Majarira |          | Morulengstadion, Rustenburg Scheidsrechter: Ahmad Heeralall (MRI) |

|                                                               |          |       |            |                                                                |
| 28 juni COSAFA Cup Groep B № 453 «onderlinge duels» 17:00 uur | Zimbabwe | 0 – 0 | Madagaskar | Morulengstadion, Rustenburg Scheidsrechter: Joshua Bondo (BOT) |
| 28 juni COSAFA Cup Groep B № 453 «onderlinge duels» 17:00 uur |          |       |            | Morulengstadion, Rustenburg Scheidsrechter: Joshua Bondo (BOT) |

|                                                               | |       |            |                                                                        |
| 30 juni COSAFA Cup Groep B № 454 «onderlinge duels» 17:00 uur | Zimbabwe                                                                                                 | 6 – 0 | Seychellen | Royal Bafokengstadion, Rustenburg Scheidsrechter: Jackson Pavaza (NAM) |
| 30 juni COSAFA Cup Groep B № 454 «onderlinge duels» 17:00 uur | Ovidy Karuru 24' Ovidy Karuru 26' Prince Dube 57' Ovidy Karuru 67' Ocean Mushure 85' Ocean Mushure 90+4' |       |            | Royal Bafokengstadion, Rustenburg Scheidsrechter: Jackson Pavaza (NAM) |

|                                                                  |                      |       |                                   |                                                                      |
| 2 juli COSAFA Cup Kwartfinale № 455 «onderlinge duels» 19:30 uur | Swaziland            | 1 – 2 | Zimbabwe                          | Royal Bafokengstadion, Rustenburg Scheidsrechter: Victor Gomes (RSA) |
| 2 juli COSAFA Cup Kwartfinale № 455 «onderlinge duels» 19:30 uur | Felix Badenhorst 48' |       | 16' Ovidy Karuru 79' Knox Mutizwa | Royal Bafokengstadion, Rustenburg Scheidsrechter: Victor Gomes (RSA) |

|                                                                   |                                                                    |       |                                                                         |                                                                  |
| 5 juli COSAFA Cup Halve finale № 456 «onderlinge duels» 19:30 uur | Lesotho                                                            | 3 – 4 | Zimbabwe                                                                | Morulengstadion, Rustenburg Scheidsrechter: Hélder Martins (ANG) |
| 5 juli COSAFA Cup Halve finale № 456 «onderlinge duels» 19:30 uur | Sera Motebang 42' Mabuti Potloane 80' Tsoanelo Koetle 90+2' (pen.) |       | 19' Knox Mutizwa 51' Knox Mutizwa 64' Talent Chawapiwa 83' Knox Mutizwa | Morulengstadion, Rustenburg Scheidsrechter: Hélder Martins (ANG) |

|                                                             |                    |       |                                                        |                                                                                 |
| 9 juli COSAFA Cup Finale № 457 «onderlinge duels» 15:00 uur | Zambia             | 1 – 3 | Zimbabwe                                               | Royal Bafokengstadion, Rustenburg Scheidsrechter: Ahmad Imtehaz Heeralall (MRI) |
| 9 juli COSAFA Cup Finale № 457 «onderlinge duels» 15:00 uur | Lubinda Mundia 39' |       | 2' Knox Mutizwa 57' Talent Chawapiwa 67' Ocean Mushure | Royal Bafokengstadion, Rustenburg Scheidsrechter: Ahmad Imtehaz Heeralall (MRI) |

|                                                                   |                    |       |          |                                                                  |
| 16 juli Kwalificatie CHAN 2018 № 458 «onderlinge duels» 15:00 uur | Namibië            | 1 – 0 | Zimbabwe | Sam Nujomastadion, Katutura Scheidsrechter: Dennis Nguluwe (MAW) |
| 16 juli Kwalificatie CHAN 2018 № 458 «onderlinge duels» 15:00 uur | Hendrik Somaeb 47' |       |          | Sam Nujomastadion, Katutura Scheidsrechter: Dennis Nguluwe (MAW) |

|                                                                   |                 |       |         |                                                                  |
| 23 juli Kwalificatie CHAN 2018 № 459 «onderlinge duels» 15:00 uur | Zimbabwe        | 1 – 0 | Namibië | Nationaal stadion, Harare Scheidsrechter: Thulani Sibandze (SWZ) |
| 23 juli Kwalificatie CHAN 2018 № 459 «onderlinge duels» 15:00 uur | Prince Dube 39' |       |         | Nationaal stadion, Harare Scheidsrechter: Thulani Sibandze (SWZ) |
| 23 juli Kwalificatie CHAN 2018 № 459 «onderlinge duels» 15:00 uur | Strafschoppen   |       |         | Nationaal stadion, Harare Scheidsrechter: Thulani Sibandze (SWZ) |
| 23 juli Kwalificatie CHAN 2018 № 459 «onderlinge duels» 15:00 uur | 4–5             |       |         | Nationaal stadion, Harare Scheidsrechter: Thulani Sibandze (SWZ) |

### 2018
|                                                                |                                                                                         |              |                                                                               |                                                                          |
| 21 maart Vierlandentoernooi № 460 «onderlinge duels» 18:00 uur | Zambia                                                                                  | 2 – 2 (n.v.) | Zimbabwe                                                                      | Levy Mwanawasastadion, Ndola Scheidsrechter: Tirelo Mositwane (Botswana) |
| 21 maart Vierlandentoernooi № 460 «onderlinge duels» 18:00 uur | Justin Shonga 64' Lazarous Kambole 90'                                                  |              | 47' (e.d.) Isaac Shamujompa 73' Talent Chawapiwa                              | Levy Mwanawasastadion, Ndola Scheidsrechter: Tirelo Mositwane (Botswana) |
| 21 maart Vierlandentoernooi № 460 «onderlinge duels» 18:00 uur | Strafschoppen                                                                           |              |                                                                               | Levy Mwanawasastadion, Ndola Scheidsrechter: Tirelo Mositwane (Botswana) |
| 21 maart Vierlandentoernooi № 460 «onderlinge duels» 18:00 uur | Enock Mwepu Rodrick Kabwe Toaster Nsabata Justin Shonga Fashion Sakala Lazarous Kambole | 5 – 4        | Ovidy Karuru Adam Chicksen Evans Rusike Teenage Hadebe Abbas Amidu Cliff Moyo | Levy Mwanawasastadion, Ndola Scheidsrechter: Tirelo Mositwane (Botswana) |

|                                                                |                                     |              |                                                       |                                                                                         |
| 24 maart Vierlandentoernooi № 461 «onderlinge duels» 14:00 uur | Angola                              | 2 – 2 (n.v.) | Zimbabwe                                              | Levy Mwanawasastadion, Ndola Toeschouwers: 36.000 Scheidsrechter: Patrick Ngoleka (MAW) |
| 24 maart Vierlandentoernooi № 461 «onderlinge duels» 14:00 uur | Djalma Campos 45+1' Yano 90'        |              | 22' Abbas Amidu 54' Talent Chawapiwa                  | Levy Mwanawasastadion, Ndola Toeschouwers: 36.000 Scheidsrechter: Patrick Ngoleka (MAW) |
| 24 maart Vierlandentoernooi № 461 «onderlinge duels» 14:00 uur | Strafschoppen                       |              |                                                       | Levy Mwanawasastadion, Ndola Toeschouwers: 36.000 Scheidsrechter: Patrick Ngoleka (MAW) |
| 24 maart Vierlandentoernooi № 461 «onderlinge duels» 14:00 uur | Mira Carlinhos Bastos Ary Papel Job | 4 – 2        | Praise Tonha Ovidy Karuru Tino Kadewere Adam Chicksen | Levy Mwanawasastadion, Ndola Toeschouwers: 36.000 Scheidsrechter: Patrick Ngoleka (MAW) |

|                                                                  |                                            |              |                                                                         |                                                                                   |
| 3 juni COSAFA Cup Kwartfinale № 462 «onderlinge duels» 17:30 uur | Zimbabwe                                   | 1 – 1 (n.v.) | Botswana                                                                | Peter Mokabastadion, Pietersburg Scheidsrechter: Hélder Martins de Carvalho (ANG) |
| 3 juni COSAFA Cup Kwartfinale № 462 «onderlinge duels» 17:30 uur | Evans Rusike 39'                           |              | 60' Onkabetse Makgantai                                                 | Peter Mokabastadion, Pietersburg Scheidsrechter: Hélder Martins de Carvalho (ANG) |
| 3 juni COSAFA Cup Kwartfinale № 462 «onderlinge duels» 17:30 uur | Strafschoppen                              |              |                                                                         | Peter Mokabastadion, Pietersburg Scheidsrechter: Hélder Martins de Carvalho (ANG) |
| 3 juni COSAFA Cup Kwartfinale № 462 «onderlinge duels» 17:30 uur | Abbas Amidu Jameson Mukombwe Khama Billiat | 3 – 1        | Kabelo Seakanyeng Tebogo Sosome Tumisang Orebonye Thatayaone Kgamanyane | Peter Mokabastadion, Pietersburg Scheidsrechter: Hélder Martins de Carvalho (ANG) |

|                                                                   |                                                               |              |                                            |                                                                        |
| 6 juni COSAFA Cup Halve finale № 463 «onderlinge duels» 19:30 uur | Lesotho                                                       | 0 – 0 (n.v.) | Zimbabwe                                   | Peter Mokabastadion, Pietersburg Scheidsrechter: Ahmad Heeralall (MRI) |
| 6 juni COSAFA Cup Halve finale № 463 «onderlinge duels» 19:30 uur |                                                               |              |                                            | Peter Mokabastadion, Pietersburg Scheidsrechter: Ahmad Heeralall (MRI) |
| 6 juni COSAFA Cup Halve finale № 463 «onderlinge duels» 19:30 uur | Strafschoppen                                                 |              |                                            | Peter Mokabastadion, Pietersburg Scheidsrechter: Ahmad Heeralall (MRI) |
| 6 juni COSAFA Cup Halve finale № 463 «onderlinge duels» 19:30 uur | Hlompho Kalake Mafa Moreomoholo Nkoto Masoabi Jane Thaba-Ntšo | 1 – 3        | Khama Billiat Jameson Mukombwe Alec Mudimu | Peter Mokabastadion, Pietersburg Scheidsrechter: Ahmad Heeralall (MRI) |

|                                                             |                                          |              |                                                                                   |                                                                                   |
| 9 juni COSAFA Cup Finale № 464 «onderlinge duels» 15:00 uur | Zambia                                   | 2 – 4 (n.v.) | Zimbabwe                                                                          | Peter Mokabastadion, Pietersburg Scheidsrechter: Hélder Martins de Carvalho (ANG) |
| 9 juni COSAFA Cup Finale № 464 «onderlinge duels» 15:00 uur | Lazarous Kambole 8' Lazarous Kambole 50' |              | 4' Tino Kadewere 90+3' Tino Kadewere 101' (pen.) Khama Billiat 117' Khama Billiat | Peter Mokabastadion, Pietersburg Scheidsrechter: Hélder Martins de Carvalho (ANG) |

ZFA ·
Bondscoaches ·
Selecties · 
Topscorers · 
Zimbabwaans vrouwenelftal
1980 – 1989 · 
1990 – 1999 · 
2000 – 2009 · 
2010 – 2019 ·
2020 − 2029
1980 · 
1981 · 
1982 · 
1983 · 
1984 · 
1985 · 
1986 · 
1987 · 
1988 · 
1989 · 
1990 · 
1991 · 
1992 · 
1993 · 
1994 · 
1995 · 
1996 · 
1997 · 
1998 · 
1999 · 
2000 · 
2001 · 
2002 · 
2003 · 
2004 · 
2005 · 
2006 · 
2007 · 
2008 · 
2009 · 
2010 · 
2011 · 
2012 · 
2013 · 
2014 ·
2015 ·
2016 ·
2017 ·
2018 · 
2019 ·
2020 ·
2021 ·
2022 ·
2023
Algerije ·
Angola ·
Australië ·
Bahrein ·
Benin ·
Bosnië en Herzegovina · 
Botswana ·
Brazilië · 
Burkina Faso ·
Burundi ·
Centraal-Afrikaanse Republiek ·
China ·
Comoren ·
Congo-Brazzaville ·
Congo-Kinshasa ·
Djibouti ·
Egypte ·
Eritrea ·
Ethiopië ·
Gabon ·
Ghana ·
Guinee ·
Indonesië ·
Ivoorkust ·
Jordanië ·
Kaapverdië ·
Kameroen ·
Kenia ·
Koeweit ·
Lesotho ·
Liberia ·
Libië ·
Madagaskar ·
Malawi ·
Mali ·
Marokko ·
Mauritanië ·
Mauritius ·
Mozambique ·
Namibië ·
Nigeria ·
Oeganda ·
Oman ·
Rwanda ·
Qatar ·
Saoedi-Arabië ·
Senegal ·
Seychellen ·
Soedan ·
Somalië ·
Swaziland ·
Tanzania ·
Togo ·
Tunesië ·
Vietnam ·
Zaïre ·
Zambia ·
Zuid-Afrika · 
Zwitserland
AFC-zone: Afghanistan · Australië · Bahrein · Bangladesh · Bhutan · Brunei · Cambodja · China · Chinees Taipei · Filipijnen · Guam · Hongkong · India · Indonesië · Iran · Irak · Japan · Jemen · Jordanië · Koeweit · Kirgizië · Laos · Libanon · Macau · Maleisië · Maldiven · Mongolië · Myanmar · Nepal · Noord-Korea · Oezbekistan · Oman · Oost-Timor · Pakistan · Palestina · Qatar · Saoedi-Arabië · Singapore · Sri Lanka · Syrië · Tadjikistan · Thailand · Turkmenistan · Verenigde Arabische Emiraten · Vietnam · Zuid-Korea

CAF-zone: Algerije · Angola · Benin · Botswana · Burkina Faso · Burundi · Centraal-Afrikaanse Republiek · Comoren · Congo-Brazzaville · Congo-Kinshasa · Djibouti · Egypte · Equatoriaal-Guinea · Eritrea · Ethiopië · Gabon · Gambia · Ghana · Guinee · Guinee-Bissau · Ivoorkust · Kaapverdië · Kameroen · Kenia · Lesotho · Liberia · Libië · Madagaskar · Malawi · Mali · Mauritanië · Mauritius · Marokko · Mozambique · Namibië · Niger · Nigeria · Oeganda · Rwanda · Sao Tomé en Principe · Senegal · Seychellen · Sierra Leone · Soedan · Somalië · Swaziland · Tanzania · Togo · Tsjaad · Tunesië · Zambia · Zimbabwe · Zuid-Afrika · Zuid-Soedan 

CONCACAF-zone: Amerikaanse Maagdeneilanden · Anguilla · Antigua en Barbuda · Aruba · Bahama's · Barbados · Belize · Bermuda · Britse Maagdeneilanden · Canada · Kaaimaneilanden · Costa Rica · Cuba · Curaçao · Dominica · Dominicaanse Republiek · El Salvador · Frans Guyana · Grenada · Guadeloupe · Guatemala · Guyana · Haïti · Honduras · Jamaica · Martinique · Mexico · Montserrat · 
Nicaragua · Panama · Puerto Rico · Saint Kitts en Nevis · Saint Lucia · Saint Vincent en de Grenadines · Sint Maarten · Suriname · Trinidad en Tobago · Turks- en Caicoseilanden · Verenigde Staten

CONMEBOL-zone: Argentinië · Bolivia · Brazilië · Chili · Colombia · Ecuador · Paraguay · Peru · Uruguay · Venezuela

OFC-zone: Amerikaans-Samoa · Cookeilanden · Fiji · Nieuw-Caledonië · Nieuw-Zeeland · Papoea-Nieuw-Guinea · Samoa · Salomoneilanden · Tahiti · Tonga · Vanuatu

UEFA-zone: Albanië · Andorra · Armenië · Azerbeidzjan · België · Bosnië en Herzegovina · Bulgarije · Cyprus · Denemarken · Duitsland · Engeland · Estland · Faeröer · Finland · Frankrijk · Georgië · Gibraltar · Griekenland · Hongarije · IJsland · Ierland · Israël · Italië · Kazachstan · Kosovo · Kroatië · Letland · Liechtenstein · Litouwen · Luxemburg · Macedonië · Malta · Moldavië · Montenegro · Nederland · Noord-Ierland · Noorwegen · Oekraïne · Oostenrijk · Polen · Portugal · Roemenië · Rusland · San Marino · Schotland · Servië · Slovenië · Slowakije · Spanje · Tsjechië · Turkije · Wales · Wit-Rusland · Zweden · Zwitserland